# Юлиана фон Хесен-Дармщат
Юлиана фон Хесен-Дармщат (на немски: Juliane von Hessen-Darmstadt; * 14 април 1606 в Дармщат; † 15 юни 1659 в Хауз Вестерхоф) от род Дом Хесен е ландграфиня от Хесен-Дармщат и чрез женитба графиня на Източна Фризия, регентка от 1648 до 1651 г.
Тя е дъщеря на ландграф Лудвиг V фон Хесен-Дармщат (1577 – 1626) и съпругата му принцеса Магдалена фон Бранденбург фон Хоенцолерн (1582 – 1616), дъщеря на курфюрст Йохан Георг фон Бранденбург.
Юлиана се омъжва в Аурих на 5 март 1631 г. за граф Улрих II фон Източна Фризия (1605 – 1648) от род Кирксена.  Той строи за нея увеселителния дворец Зандхорст (днес в Аурих), който е готов през 1648 г. Те имат децата:
- Ено Лудвиг (1632 – 1660), граф на Източна Фризия (1648 – 1654), княз на Източна Фризия 1654, женен 3 ноември 1656 за графиня Юлиана София фон Барби-Мюлинген (1636 – 1677)
- Георг Христиан (1634 – 1665), княз на Източна Фризия (1660 – 1665), женен 14 май 1662 в Щутгарт за принцеса Христина Шарлота фон Вюртемберг (1645 – 1699)
- Едцард Фердинанд (1636 – 1668), женен на 22 юли 1665 за графиня Анна Доротея фон Крихинген († 1705)

След смъртта на граф Улрих II тя управлява графството Източна Фризия като опекун от 1648 до 1651 г. за нейния син Ено Лудиг.
Юлиана изпраща синовете си в чужбина и измества двора от Аурих в Зандхорст, за да води там безспокойно сладък живот. Ено Лудвиг се връща в Източна Фризия и през май 1651 г. чрез нападение изхвърля майка си от управлението. Тя е изпратена във вдовишкия си замък Берум в Хаге. Нейният либовник, тайният съветник Йохан фон Маренхолц, е съден на 21 юли 1651 г. и екзекутиран.
През 1654 г. Юлиана купува чифлика Вестерхоф при Остероде ам Харц и умира там през 1659 г.